# 고기 파이

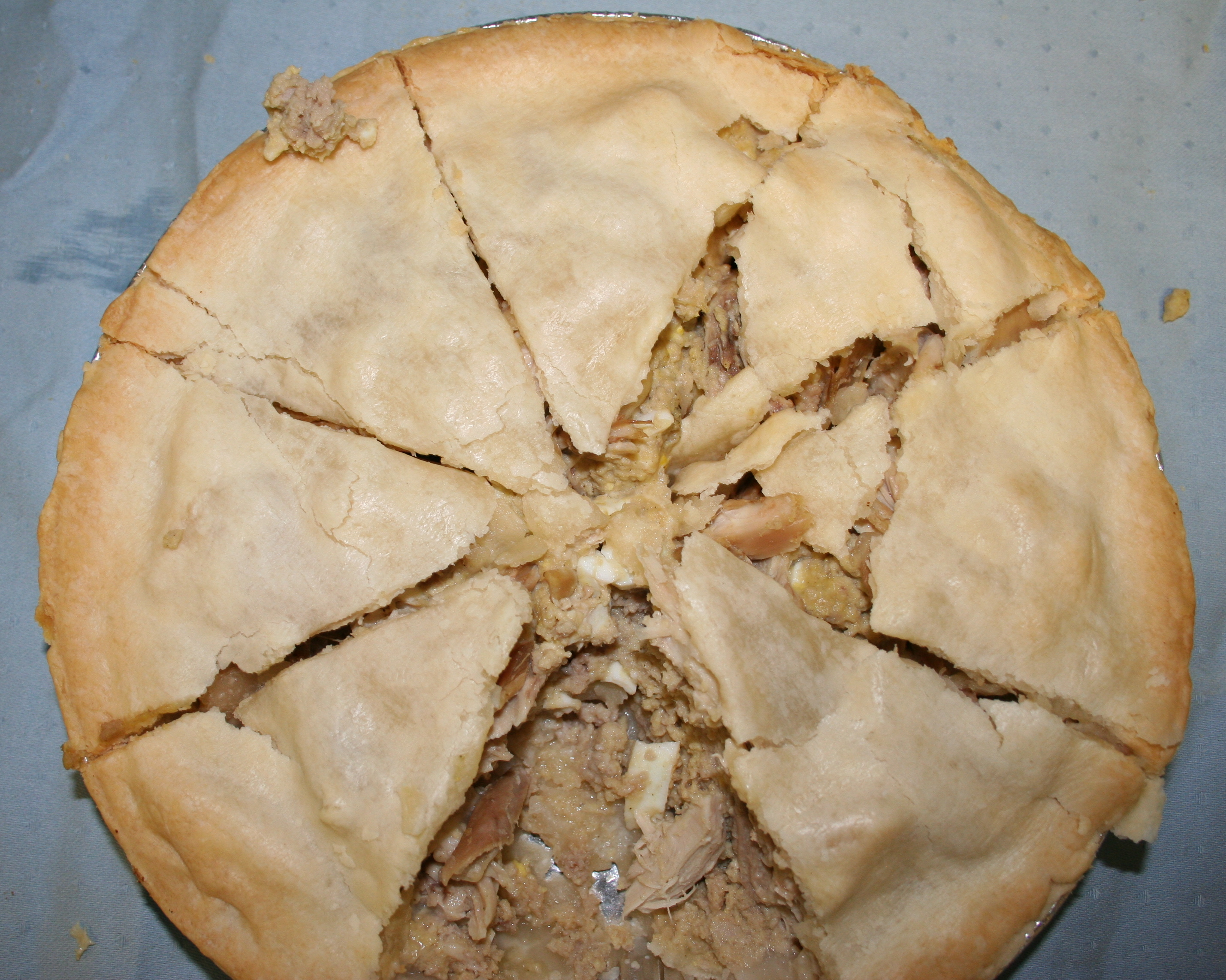
고기 파이

고기 파이(-pie)는 소로 고기와 다른 재료를 넣어 만든 파이이다. 가나, 나이지리아, 남아프리카 공화국, 뉴질랜드, 영국, 오스트레일리아, 미국, 짐바브웨, 캐나다 등에서 먹는다.

## 종류

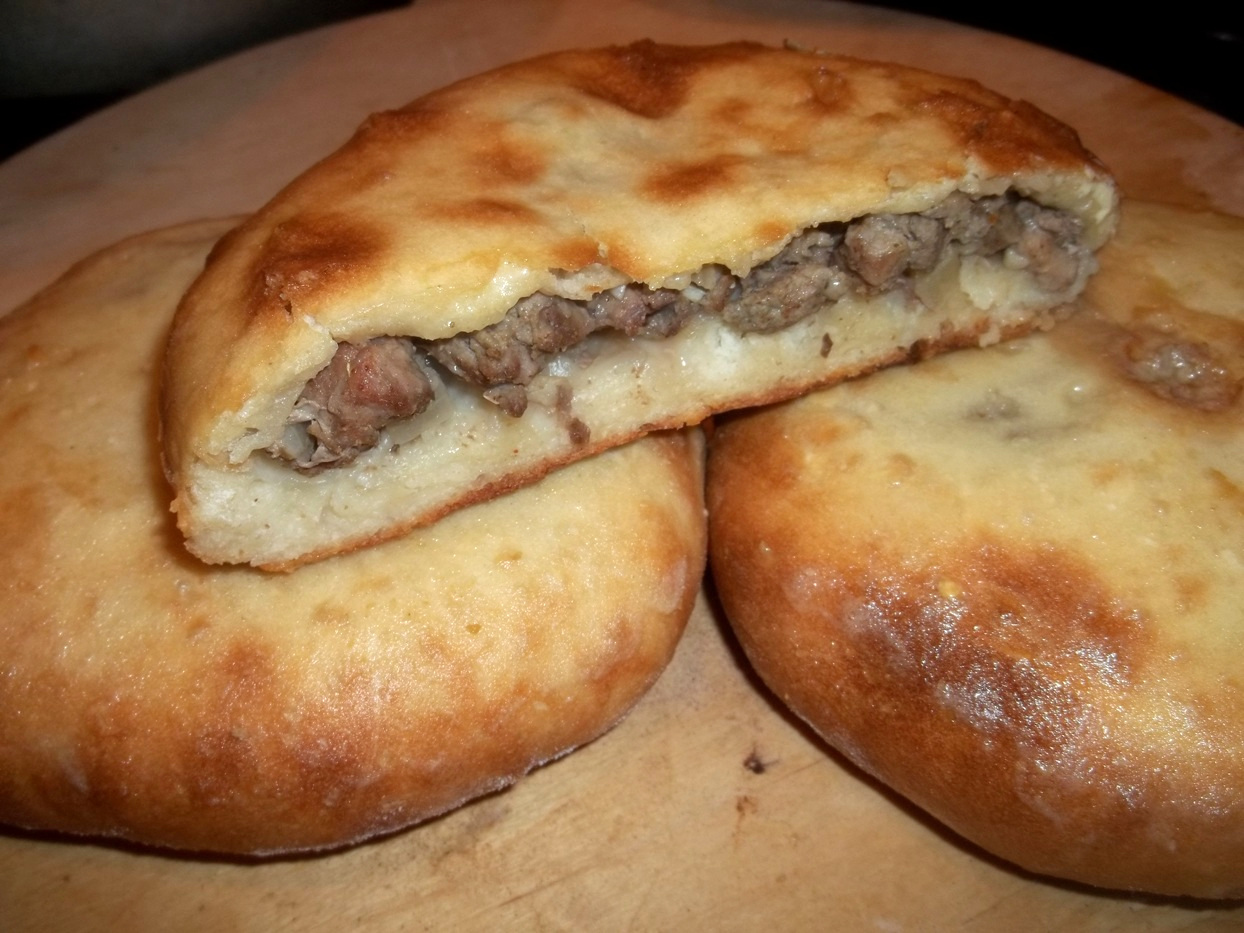
꾸브다리(조지아)
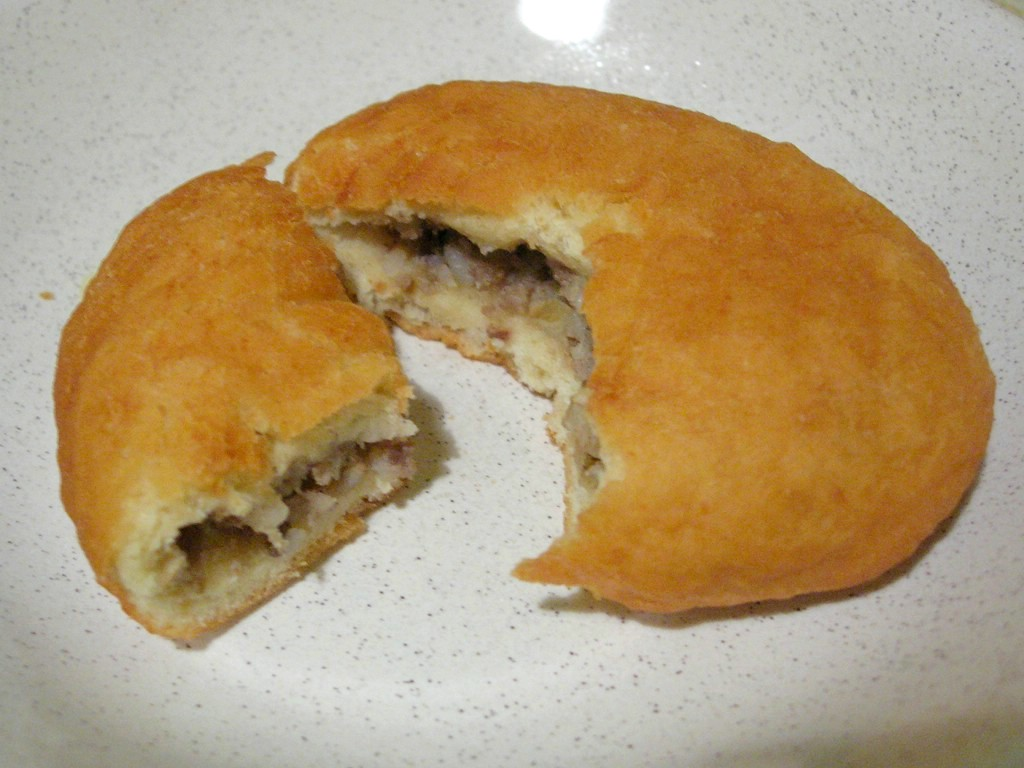
리하피라카(핀란드)
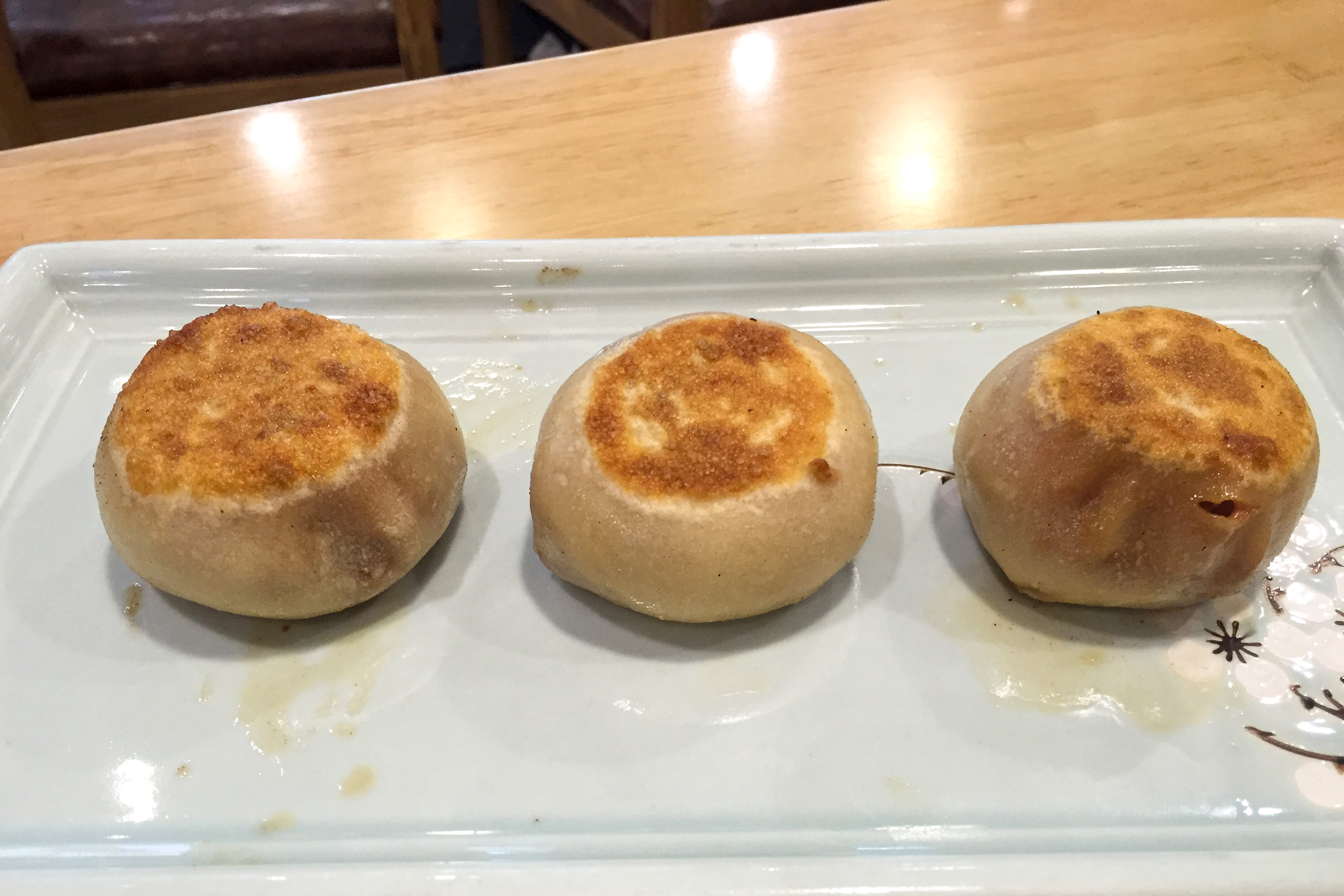
먼딩 러우빙(중국)
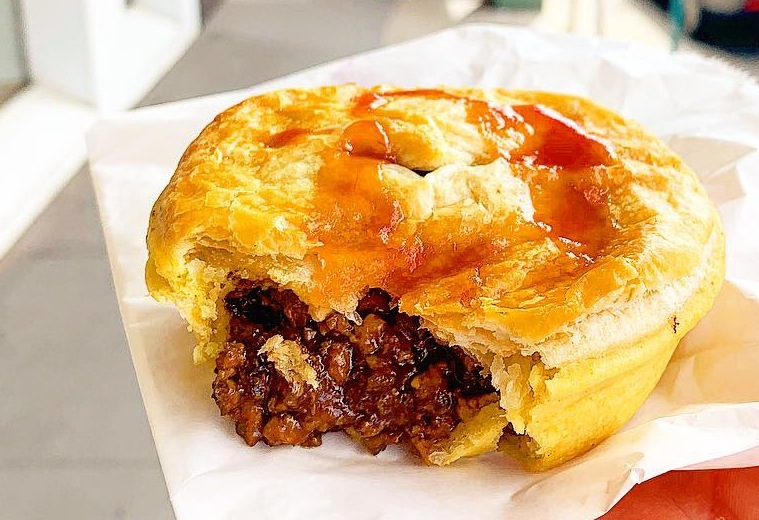
미트파이(오스트레일리아)
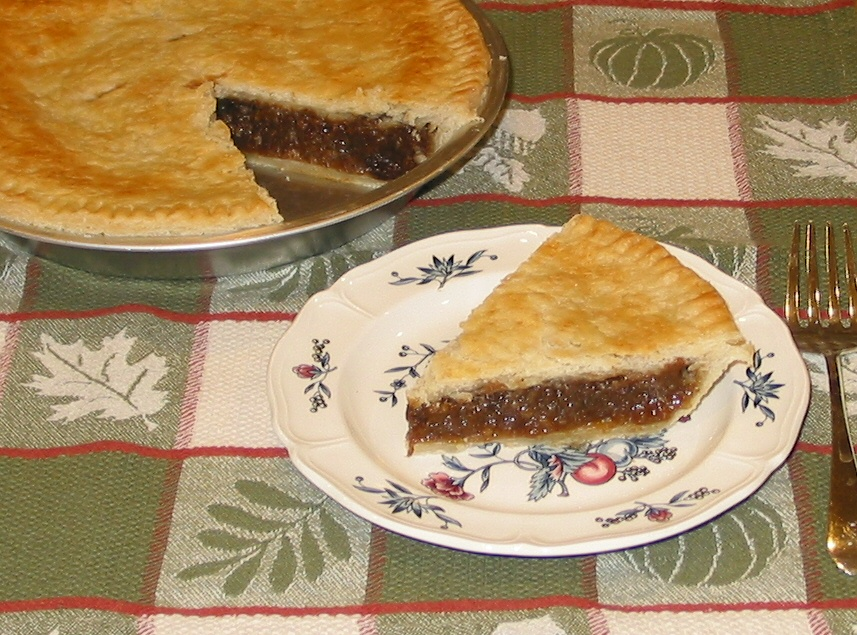
민스 파이(영국)
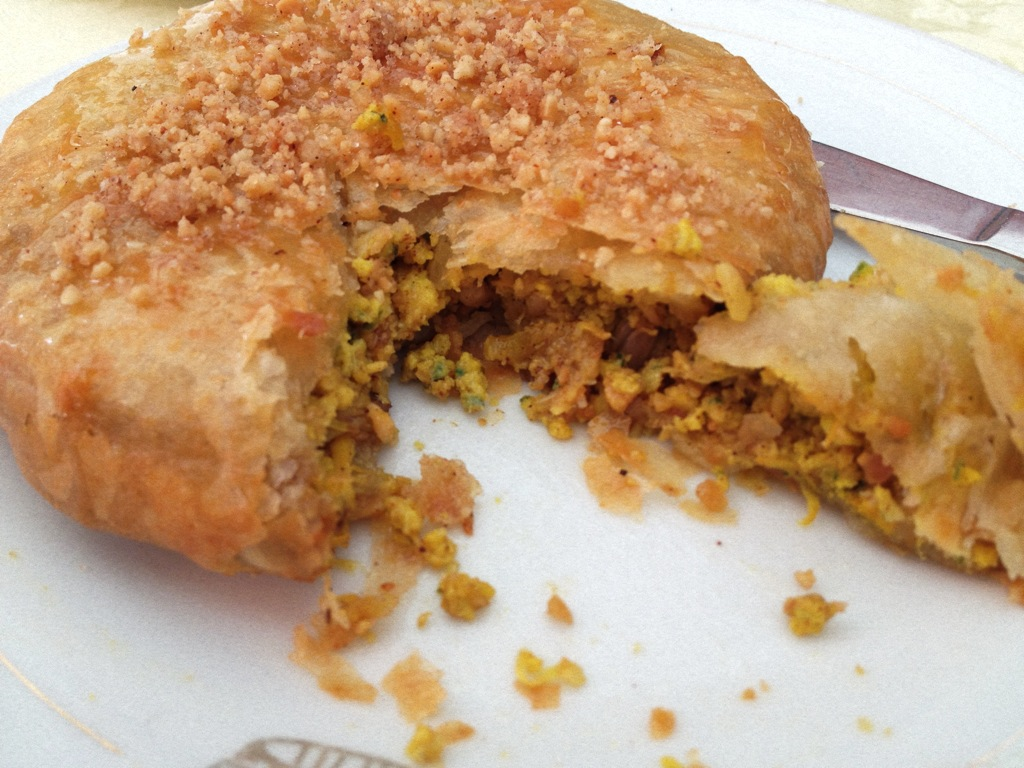
바스틸라(모로코)
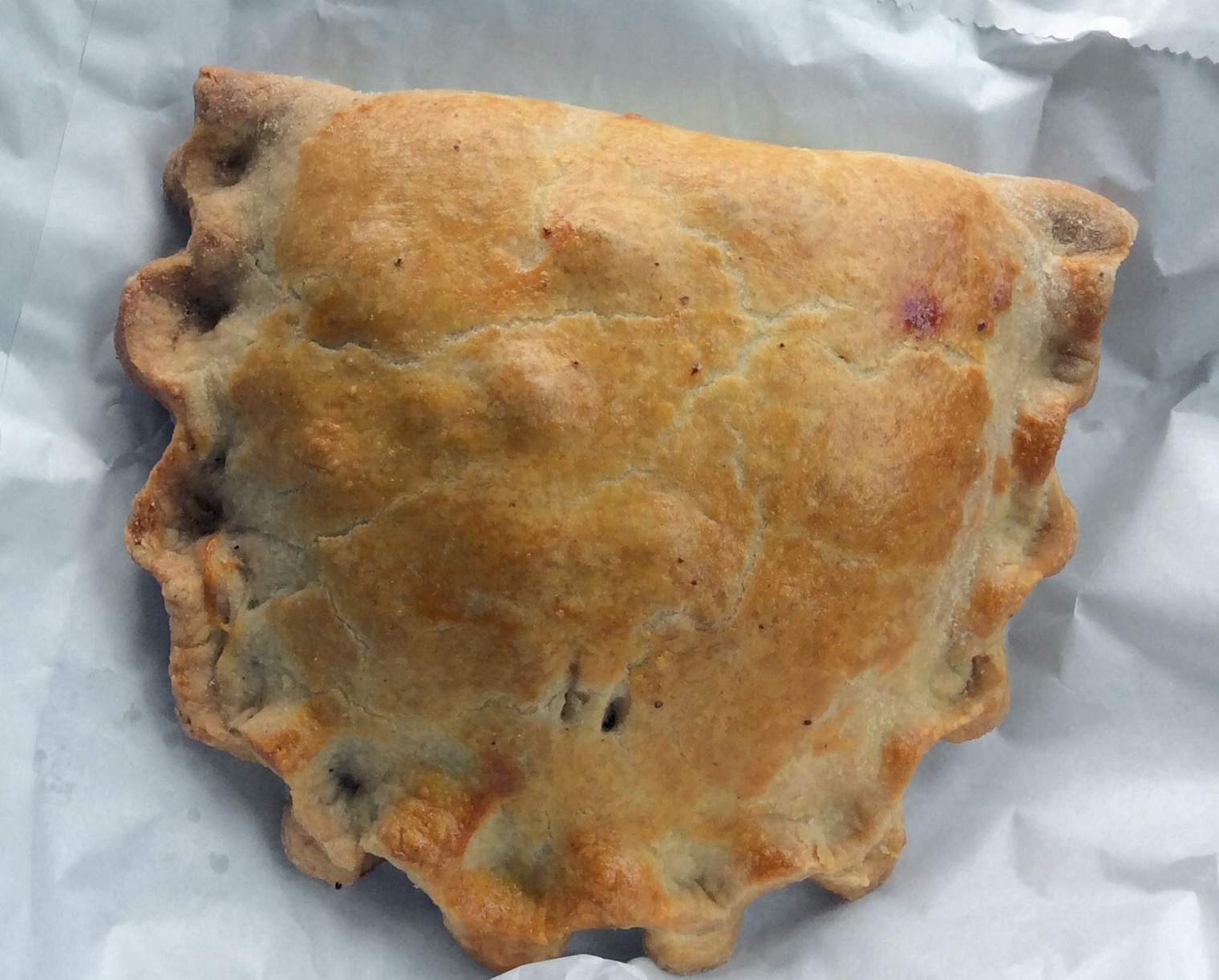
브라이디(스코틀랜드)
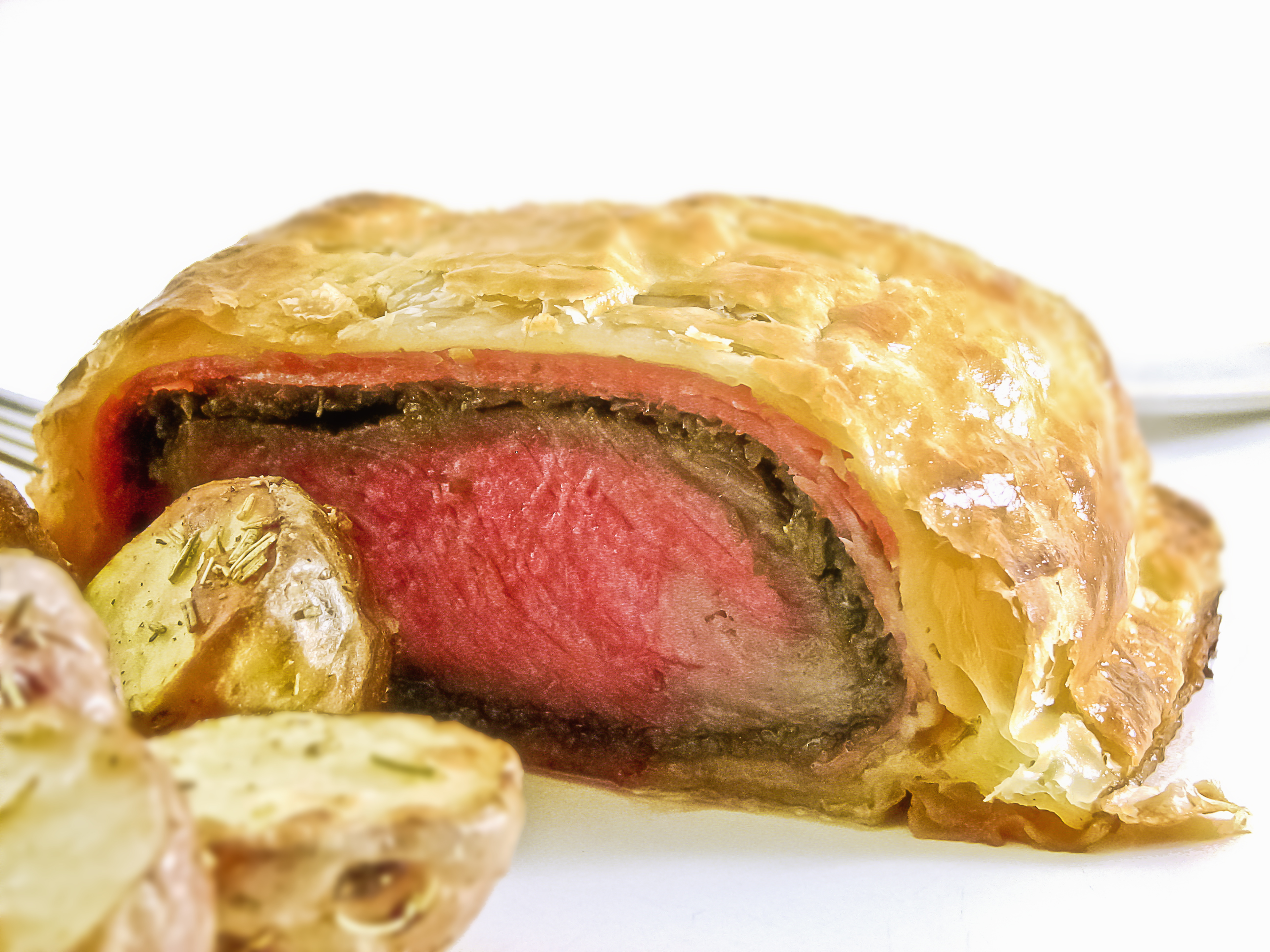
비프 웰링턴(영국)
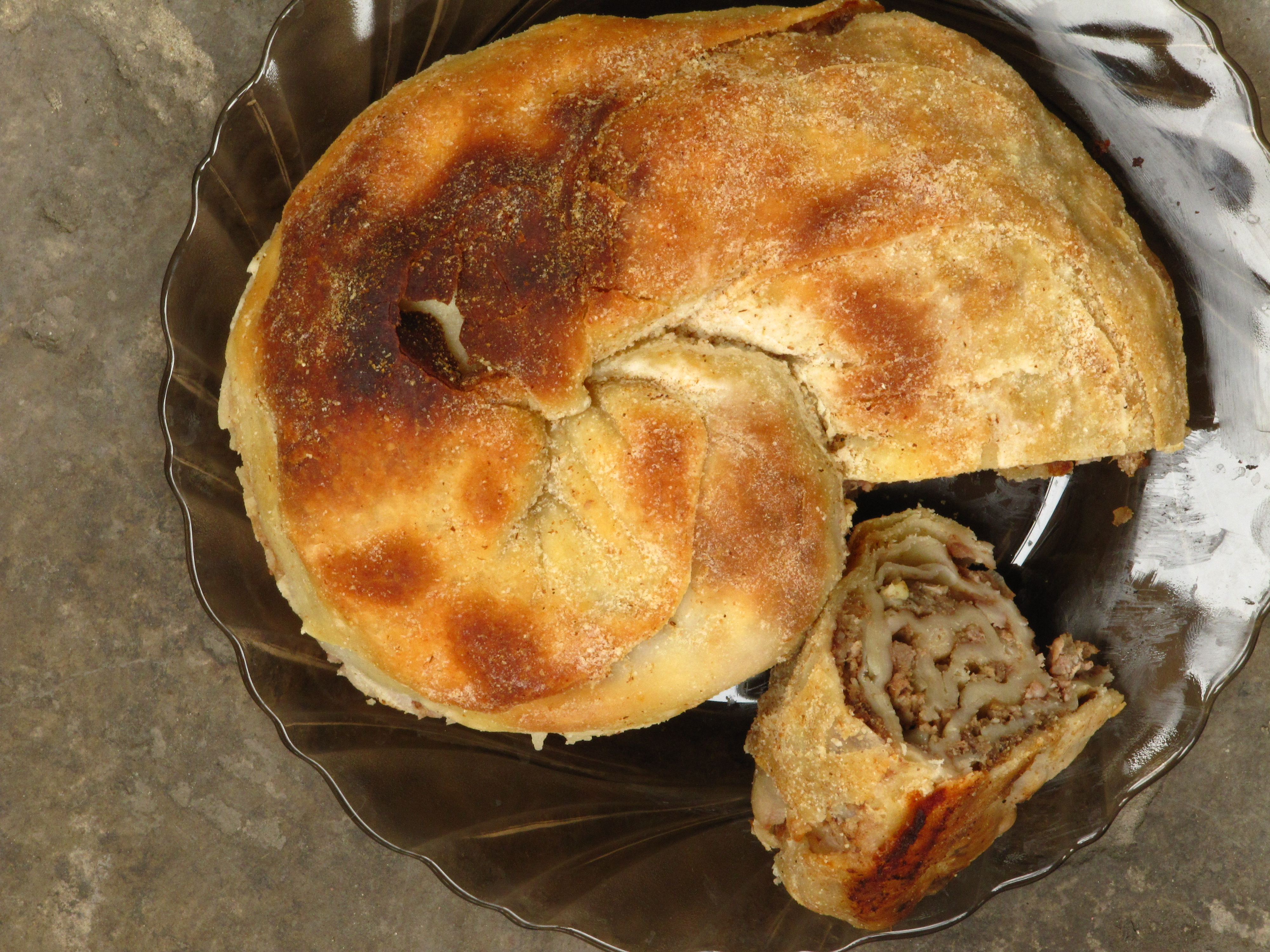
사르부르마(우크라이나)
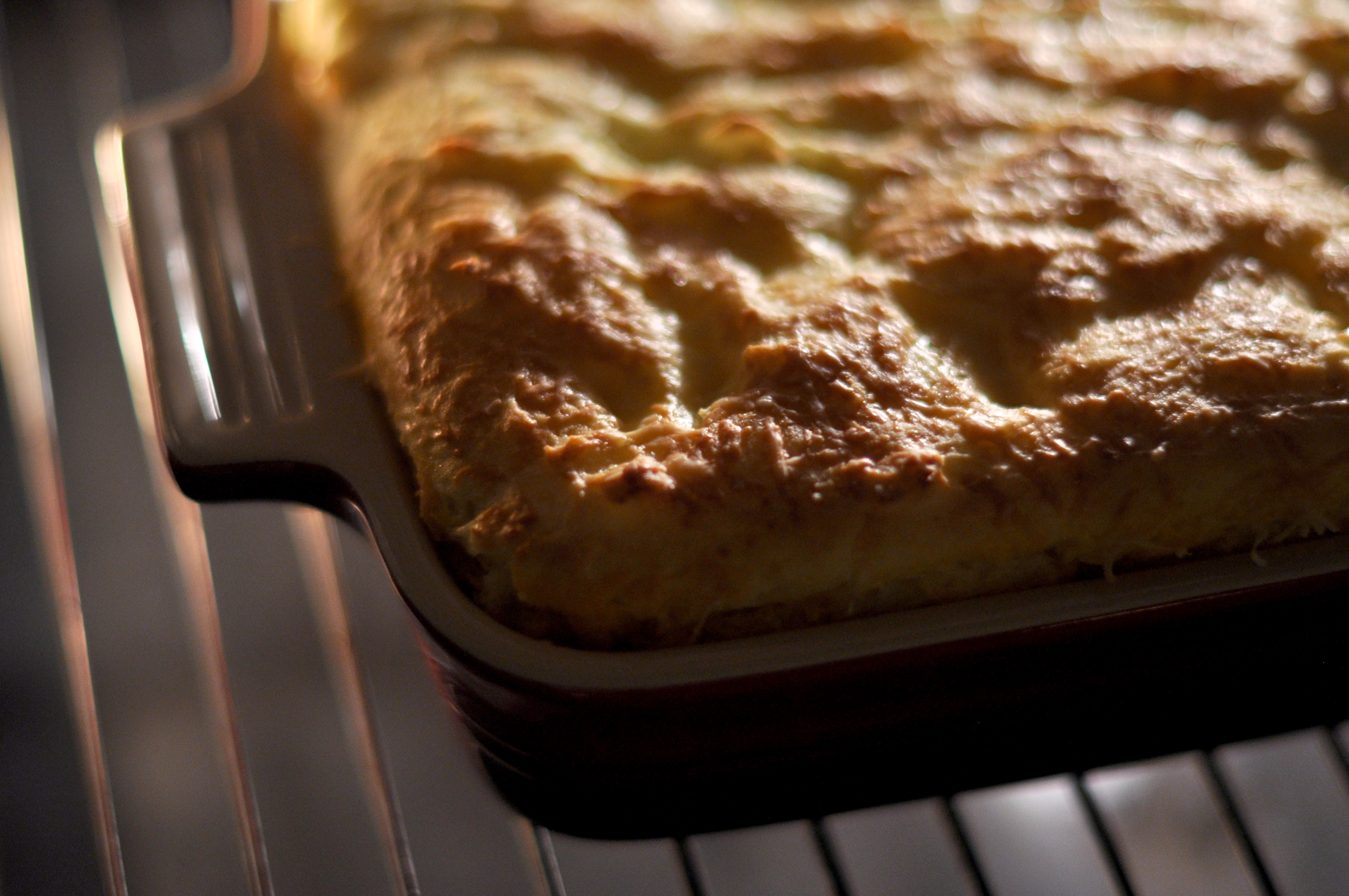
셰퍼드 파이(영국)
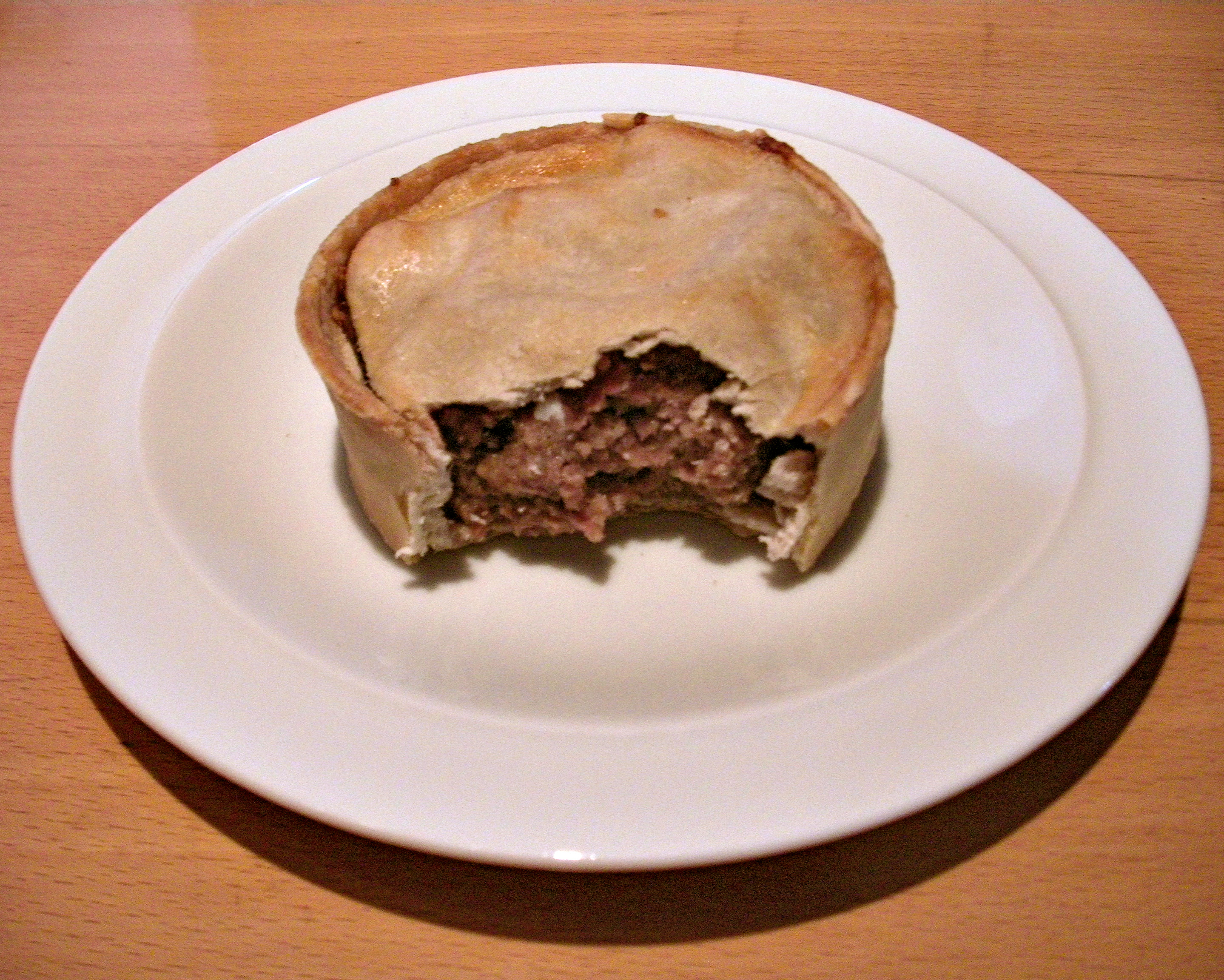
스코치 파이(스코틀랜드)
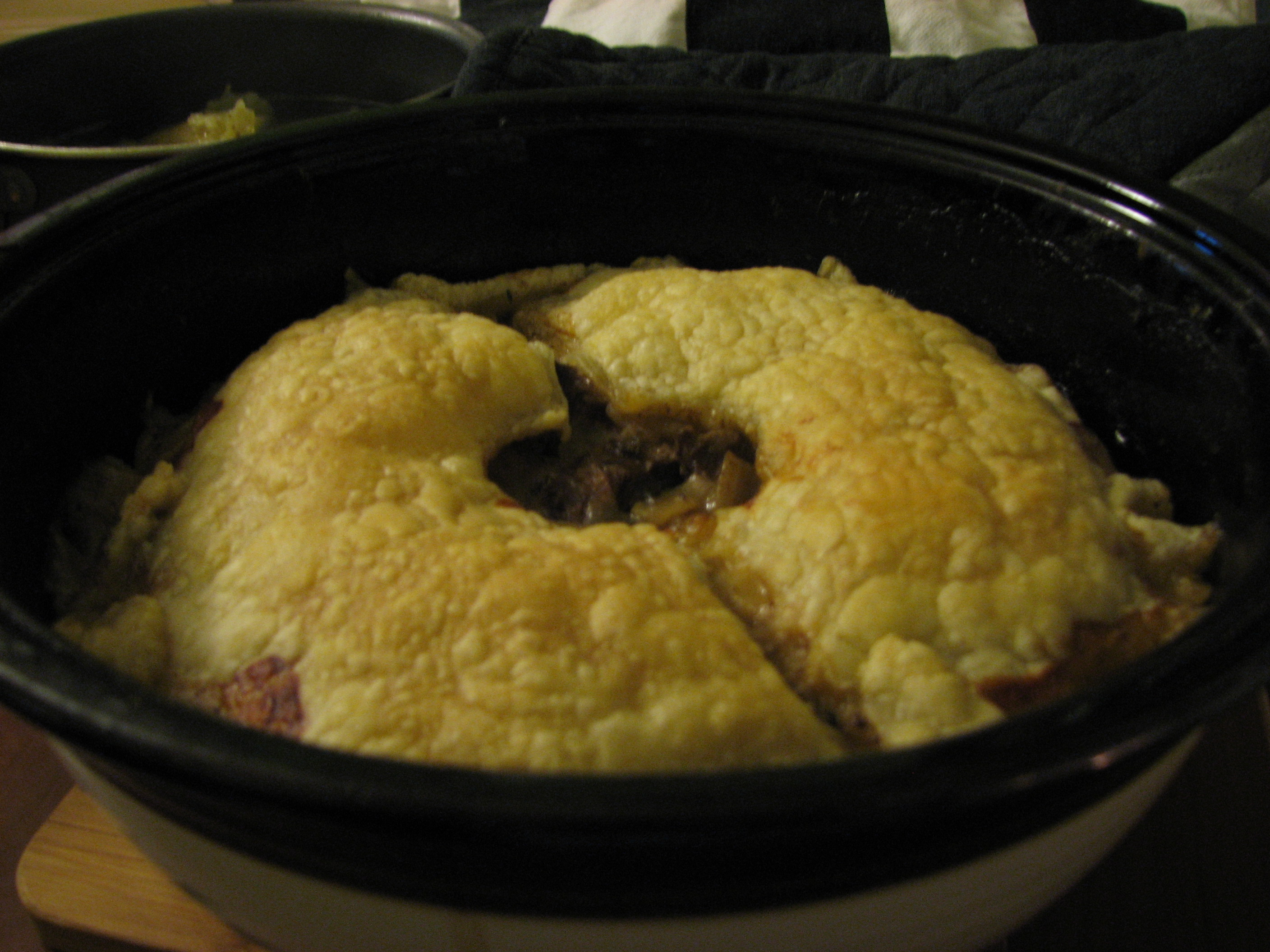
스테이크 앤드 키드니 파이(영국)
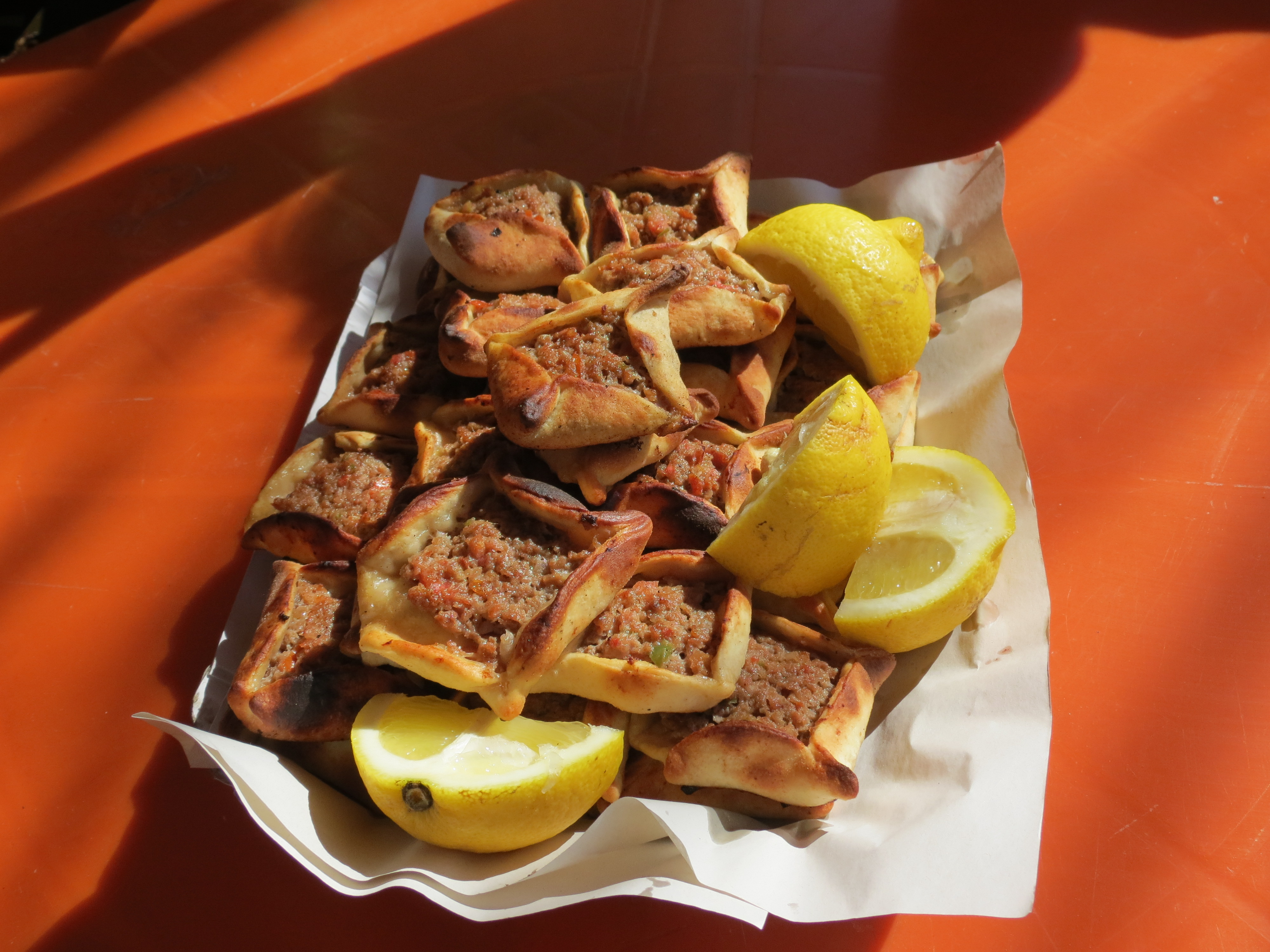
스피하(레반트)
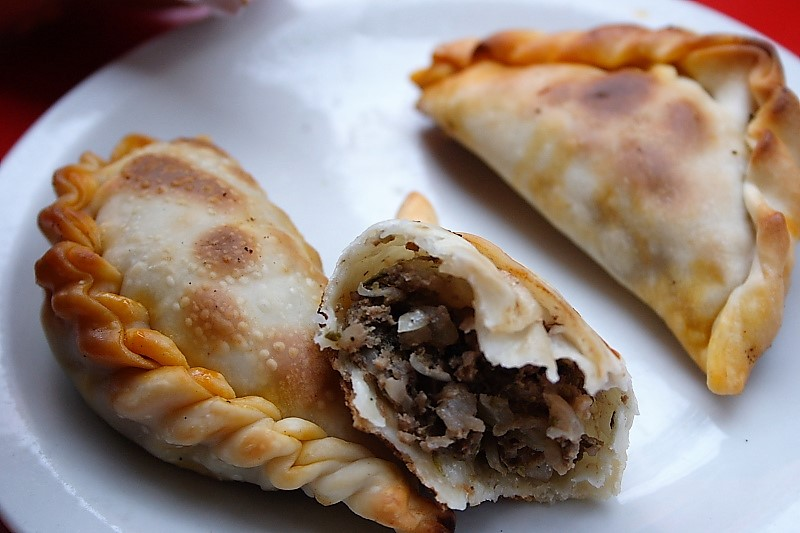
엠파나다(아르헨티나)
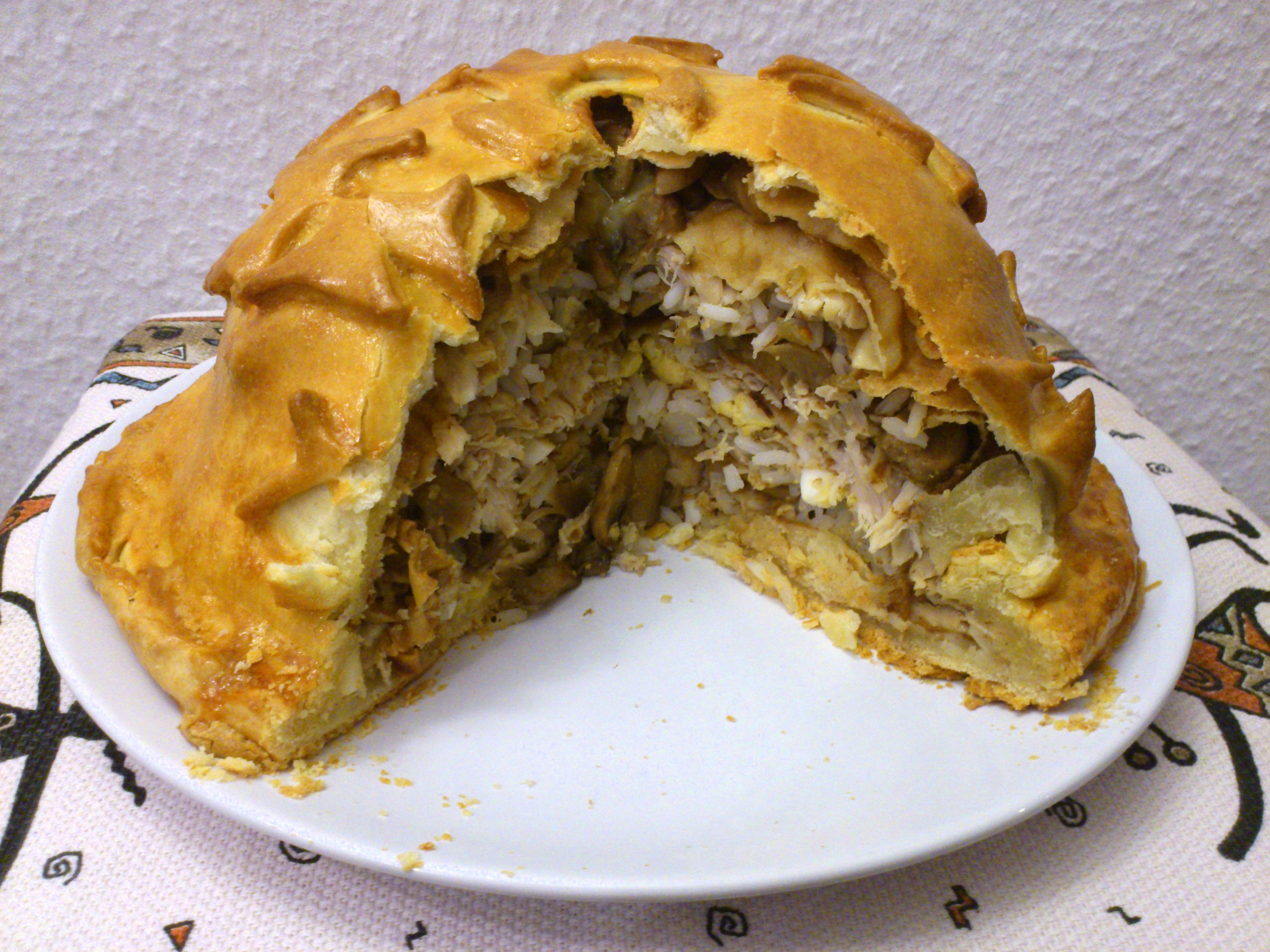
쿠르니크(러시아)
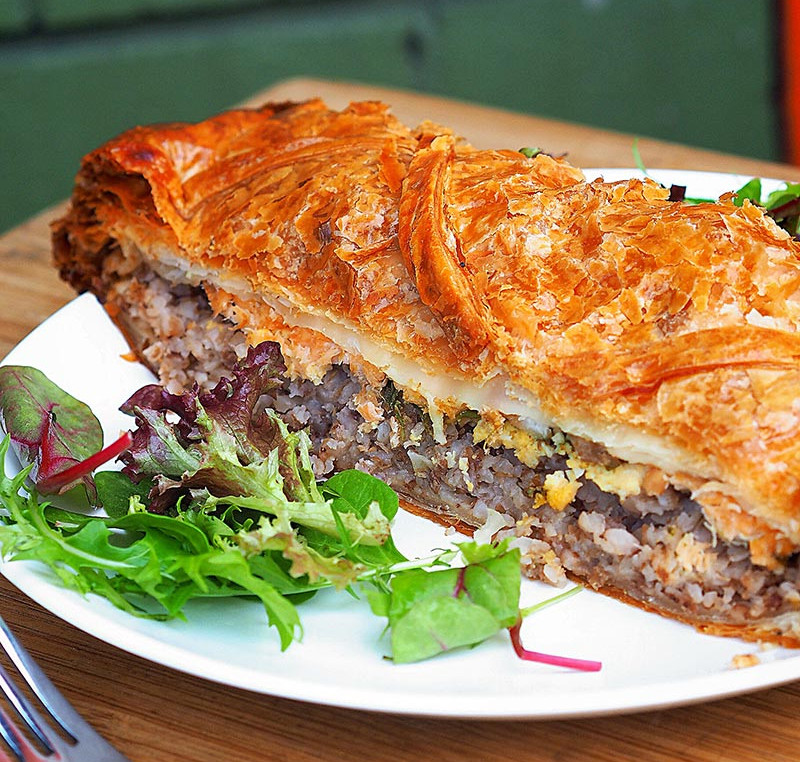
쿨레뱌카(러시아)
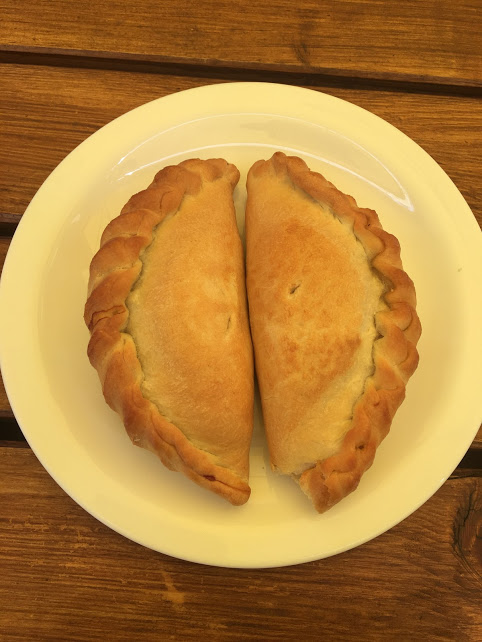
키비나스(리투아니아)
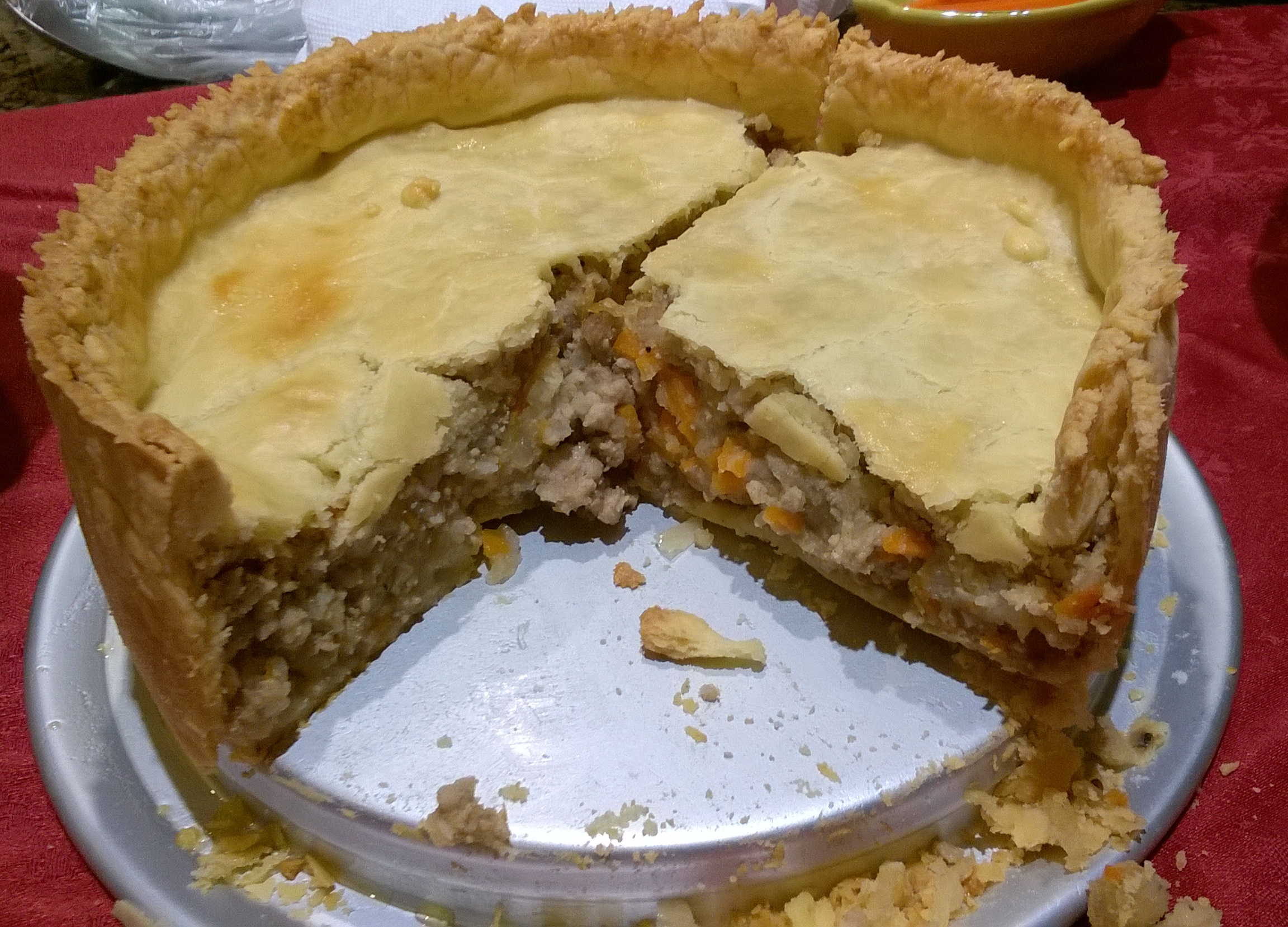
투르티에르(캐나다)
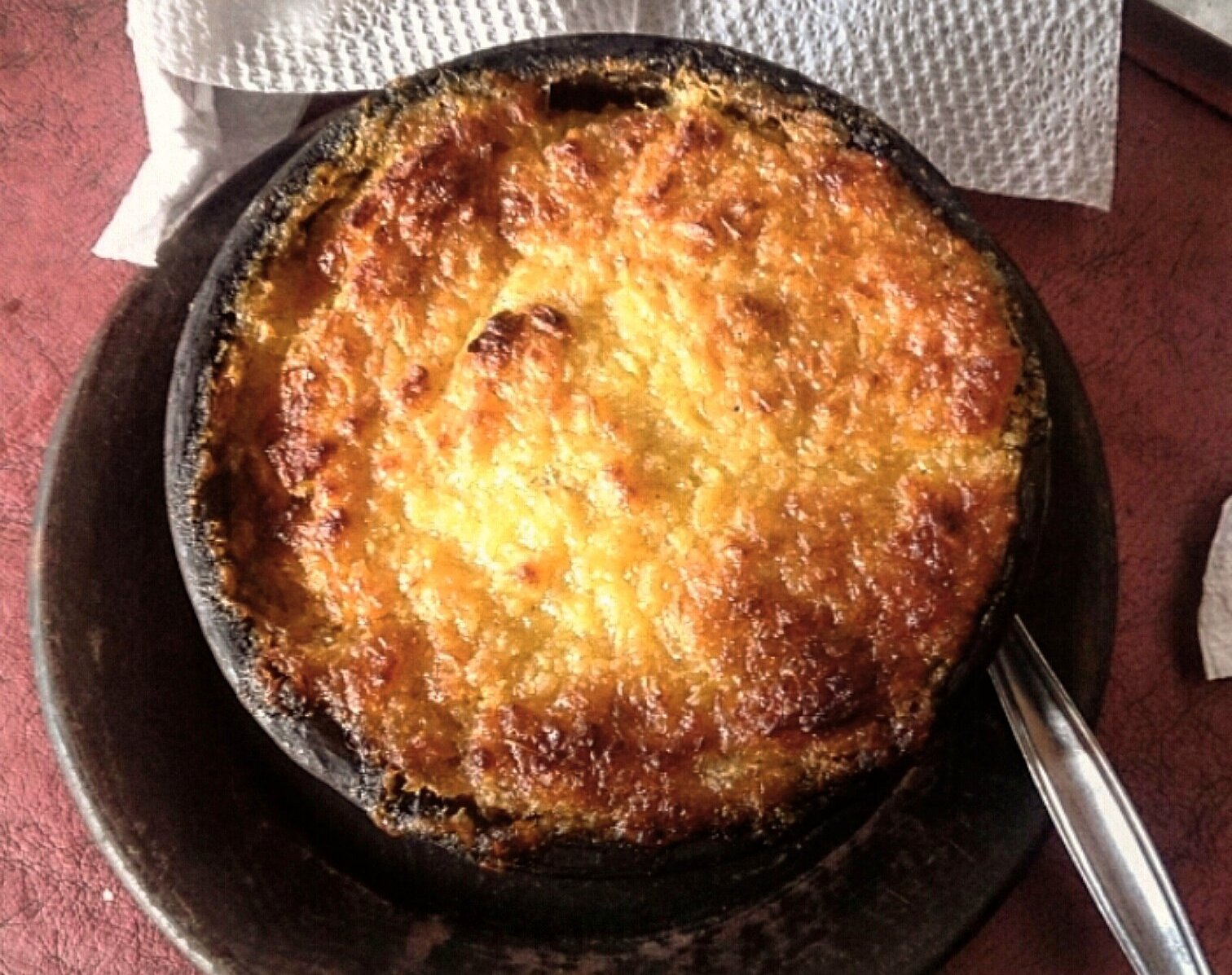
파스텔 데 초클로(칠레)
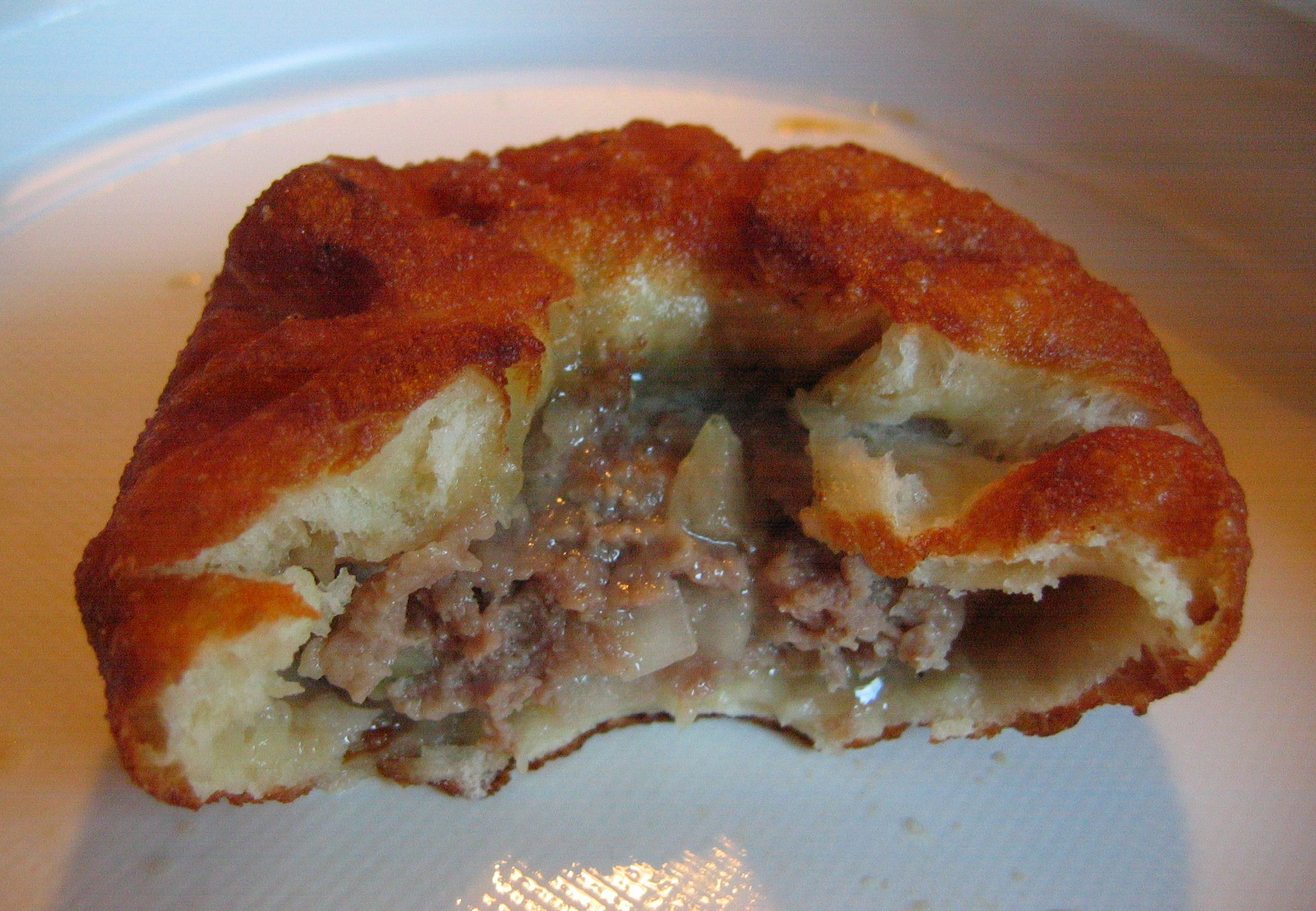
패래매시(러시아)
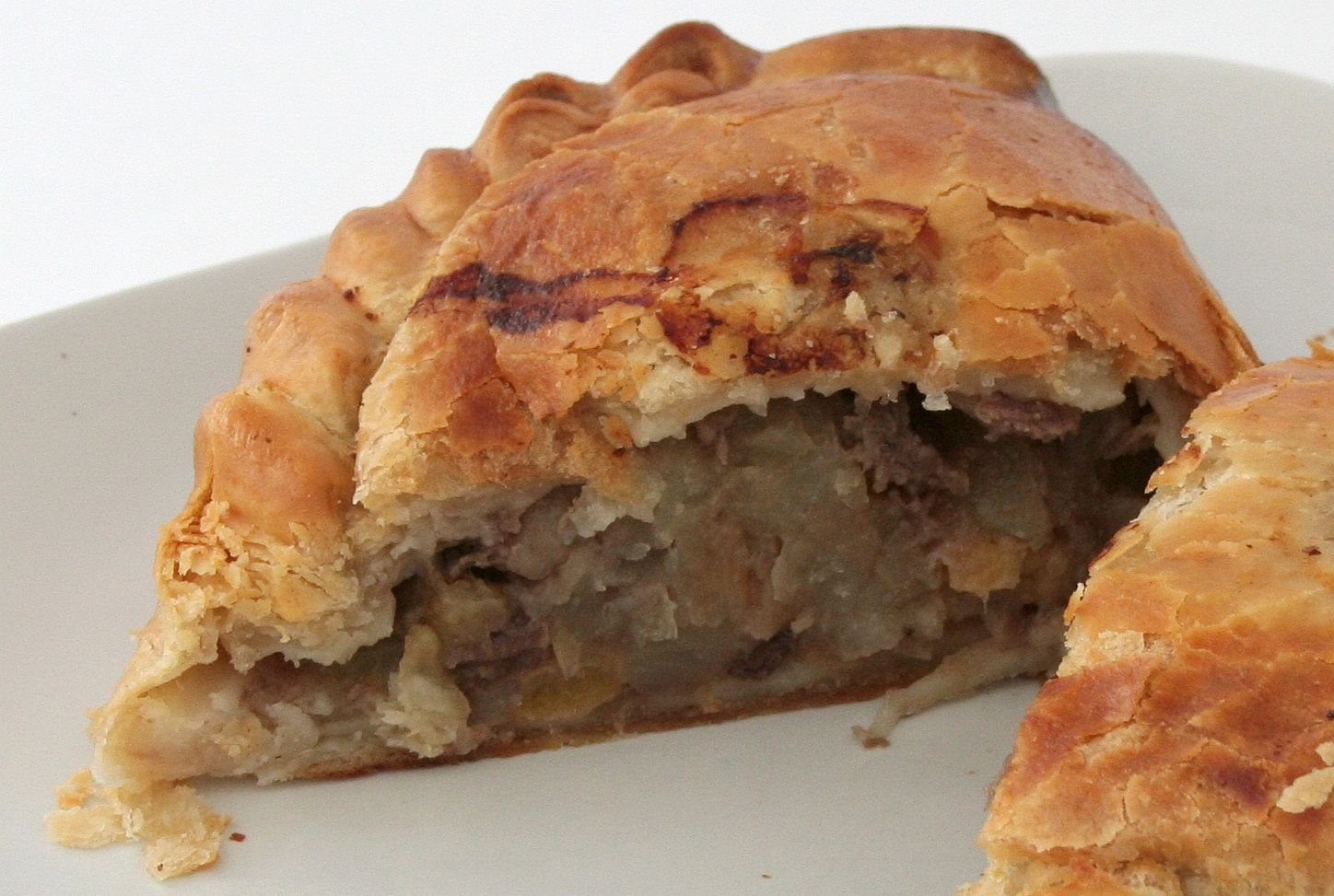
패스티(콘월)
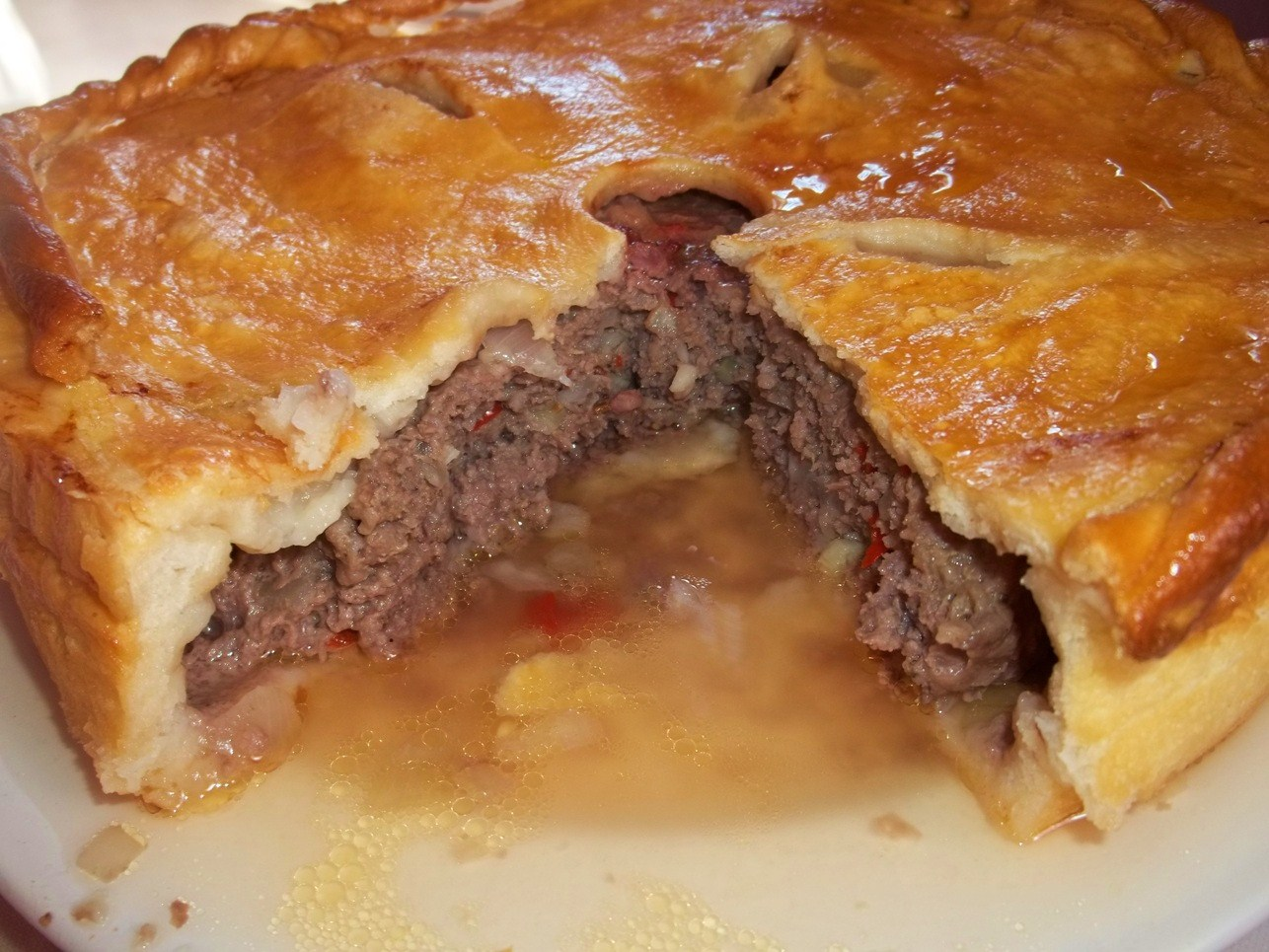
프드즌(오세티야)
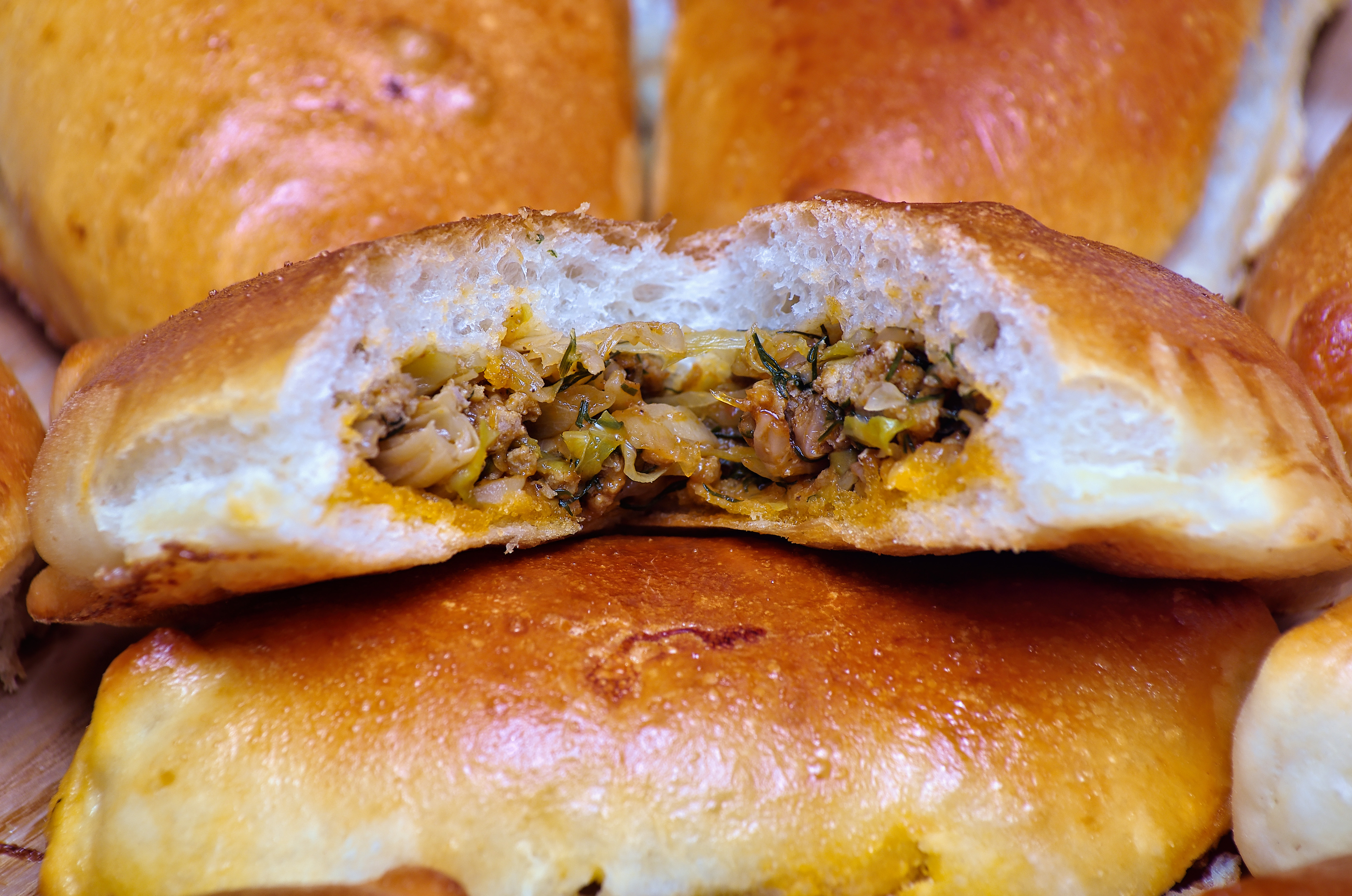
피로시키(러시아)

## 같이 보기
- 바오쯔
- 엠파나다
- 미트 파이
- 패스티
- 팟 파이
- 셰퍼드 파이
- 스테이크 앤드 키드니 파이